# Политическая экономия монополии
Политическая экономия монополии — комплексный труд (книга) экономиста Фрица Махлупа (австрийская экономическая школа) о монополиях и деятельности монополий (а также о формировании монопольных цен, факторах формирования монополий и др.). Как и другие представители австрийской школы Махлуп акцентирует внимание на роли государства в формировании монополий. Данная работа также широко раскрывает противоречия в возможных определениях и характеристиках монополии — и возможность самостоятельного установления цены монополистом и деятельность монополии в отсутствии конкуренции Махлупом критикуется. Методом борьбы с монополиями ученик Мизеса считает простое невмешательство государства в экономические процессы.